# Sasha Clements
Sasha Nicole Clements (ur. 14 marca 1990 w Toronto) – kanadyjska aktorka. Znana z roli Emmy w serialu Tess kontra chłopaki.

## Filmografia
- 2005: The Snow Queen
- 2009-2010: Majority Rules!
- 2010: What's Up Warthogs!
- 2011: Nowe gliny
- 2011: Really Me
- 2012: Zagubiona tożsamość
- 2012: Tess kontra chłopaki
- 2013: Mudpit
- 2014: Lepszy model
- 2015: Open Heart
- 2015: Degrassi: Nowe pokolenie
- 2016: Say Yes to the Dress
- 2017: From Straight A's to XXX